# Corneille (Maler)

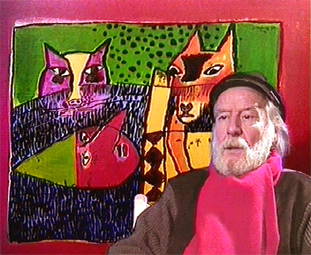
Corneille

Corneille (eigentlich Guillaume Cornelis van Beverloo; * 3. Juli 1922 in Lüttich; † 5. September 2010 in Auvers-sur-Oise) war ein niederländischer Maler, Bildhauer, Dichter und ein Mitbegründer der Künstlergruppe CoBrA.

## Leben
Corneille wurde als Sohn niederländischer Eltern im belgischen Lüttich geboren. Er wuchs in den Niederlanden auf und studierte 1940 bis 1943 an der Reichsakademie der Bildenden Künste. 1946 hatte er seine erste Einzelausstellung in Groningen, 1947 trat er mit Karel Appel und Constant Nieuwenhuys der Künstlerbewegung Reflex bei. Ein Jahr später verließen die drei Künstler die Bewegung und gründeten mit anderen Neo-Expressionisten die Gruppe CoBrA. 1949 reiste er nach Tunesien; es war die erste von vielen längeren Reisen nach Afrika, später auch nach Asien und auf den amerikanischen Kontinent. 1950 zog Corneille nach Paris, wo er bis zu seinem Tod lebte und arbeitete. In Paris begann Corneille sich mit Radierungen und Keramik zu beschäftigen.

## Werk
Corneille besaß einen expressiven und schnellen Stil, wenn auch wesentlich feiner als seine Kollegen der CoBrA-Gruppe. Mit der Auflösung der Gruppe änderte sich auch seine Technik. Seine Reisen auf andere Kontinente spiegelten sich in seinen mittleren und späten Arbeitsphasen wider. Er beschäftigte sich ausführlich mit den dortigen Landschaften und Kulturen. Seine Bilder entwickelten eine starke Farbigkeit und hatten einen wesentlich reduzierteren Aufbau. Die ungestüme Malweise der CoBrA-Zeit hatte Cormeilles abgelegt. Die Bilder besaßen nun einen ruhigen und klaren Stil. Die einfache Zeichentechnik und die Reduktion der Perspektive und der Schatten behielt der Künstler bei.
Nach der Kubareise von 1967 bekam sein Werk einen neuen lyrischen Ausdruck und eine symbolische Bildsprache, die er bis zu seinem Tod benutzte. Wiederkehrende Symbole in seinen Bildern (Frau, Vogel, Palme) sind typisch für diese Phase.
Er gilt, neben Karel Appel, als der bedeutendste Nachkriegskünstler aus den Benelux-Staaten. Seine Werke befinden sich unter anderem im Stedelijk Museum (Amsterdam) und im Cobra Museum (Amstelveen). Ein sehr großer Teil seiner Werke befinden sich in Privatsammlungen. Corneille war Teilnehmer der documenta II (1959) und der documenta III im Jahr 1964 in Kassel.